# 石田瑞麿
石田瑞麿（いしだ　みずまろ、1917年6月25日 - 1999年11月17日）は、日本の仏教学者。学位は、文学博士。東海大学教授。北海道生まれ。

## 略歴
- 1917年、北海道旭川市 浄土真宗本願寺派の菊枝山慶誠寺[1]に生まれる。
- 1941年 東京帝国大学文学部印度哲学梵文学科を卒業する。
- 東京大学講師
- 1962年　東京大学より文学博士の学位を取得、学位論文の題は「日本仏教における戒律の研究」[2]。
- 1966年 東海大学教授 1991年退職
- 1998年平安末期の仏典「安養集」の書写、校訂を30年かけて修了する。
- 1999年没

## 著作
※は電子書籍も刊行
- 『現代人の仏教3　実践への道　般若・維摩経』（筑摩書房 1965）、新装版1974
- 『日本の仏教5 悲しき者の救い 往生要集〈源信〉』（筑摩書房 1967）
  - 『悲しき者の救い 源信「往生要集」』（筑摩書房・仏教選書 1987）
  - 『往生要集入門　悲しき者の救い』（講談社学術文庫 2024、岩田文昭 解説）※
- 『現代人の仏教・仏典6 浄土教の展開』（春秋社 1967、新版1981）
  - 『浄土教の展開』（法蔵館文庫 2025、梯信暁 解説）※
- 『往生の思想』（平楽寺書店・サーラ叢書 1968）
- 『親鸞とその弟子』（毎日新聞社 1972／法藏館・法蔵選書 1981）
- 『鑑真－その戒律思想』（大蔵出版・大蔵選書 1974）
- 『中世文学と仏教の交渉』（春秋社 1975）
- 『親鸞思想と七高僧』（大蔵出版・大蔵選書 1976）、新装版2001
- 『極楽浄土への誘い 「往生要集」の場合』（評論社・日本人の行動と思想 1976）
- 『法然と親鸞』（秋山書店・秋山叢書 1978）
- 『親鸞との対話』（東京書籍・東書選書 1977）、OD版2000
- 『歎異抄 その批判的考察』（春秋社・春秋選書 1981）、新装版1984
- 『苦悩の親鸞　その思想と信仰の軌跡』（有斐閣・有斐閣選書 1981）
- 『親鸞とその妻の手紙』（春秋社 1983）、新装版2000
- 『日本仏教史』（岩波書店・岩波全書 1984）、OD版2020
- 『地獄』（法蔵館・法蔵選書 1985／法蔵館文庫 2020、末木文美士 解説※）、OD版2003
- 『「教行信証」講義　親鸞の精髄を読む』（PHP研究所 1985）
  - 『教行信証入門』（講談社学術文庫 1989）
- 『梵網経 佛典講座』（大蔵出版 1985）、新装版2002
- 『日本仏教思想研究 （第1・2巻） 戒律の研究 上・下』（法蔵館 1986）
  - 『日本仏教における戒律の研究』（中山書房仏書林 2005）、OD版
- 『日本仏教思想研究 （第3巻） 思想と歴史』（法蔵館 1986）
- 『日本仏教思想研究 （第4巻） 浄土教思想』（法蔵館 1986）
- 『日本仏教思想研究 （第5巻） 仏教と文学』（法蔵館 1987）
- 『日本古典文学と仏教』（筑摩書房 1988）
- 『女犯　聖の性』（筑摩書房 1995／ちくま学芸文庫 1999）
- 『例文 仏教語大辞典』（小学館 1997）。特殊辞典シリーズ
- 『日本人と地獄』（春秋社 1998／講談社学術文庫 2013※）

### 共編著
- 『新・仏教辞典』（誠信書房 1982）、中村元監修、増補版1986、第3版2006
  - 大類純・金山正好・紀野一義・塩入良道・田村芳朗・中村修三・山口瑞鳳共編
- 『浄土仏教の思想 第6巻』（講談社 1992）- 新羅の浄土教／空也・良源・源信・良忍
  - 国会図書館検索より - 後者4名を担当。前者担当は章輝玉。

### 現代語訳・校注
- 『往生要集 日本浄土教の夜明け』（現代語訳・全2巻、平凡社東洋文庫 1964）、OD版2003。※各・電子書籍版 2020
- 『歎異抄・執持鈔・口伝鈔・改邪鈔』（平凡社東洋文庫 1964）、OD版2003。※Kindle版のみ
- 『維摩経　不思議のさとり』（平凡社東洋文庫 1966）、OD版2003。※Kindle版のみ
- 『日本思想大系6　源信』（校注 岩波書店、1970）、OD版2017
  - 『原典日本仏教の思想4 源信 往生要集』（岩波書店 1991）
    - 新訂『往生要集』（岩波文庫（上・下） 1992）、ワイド版1994
- 『日本の名著6　親鸞』（中央公論社 1977、新装版・中公バックス 1983）、責任編集
  - 『親鸞　歎異抄 教行信証』（中央公論新社〈中公クラシックス I・II〉、2003）
- 『親鸞全集』（全4巻・別巻、春秋社 1985-1987）、新装版2001、2010 
  - 『1・2　教行信証』
  - 『3　愚禿鈔 如来二種回向文 浄土文類聚鈔 他』
  - 『4　和讃 消息 他』
  - 『別巻　歎異抄 執持鈔 口伝鈔 改邪鈔 恵信尼消息』
- 『民衆経典 仏教経典選12』（筑摩書房 1986）
「弥勒上生経　弥勒下生経　薬師経　地蔵経　高王観世音経　盂蘭盆経　父母恩重経」

## 論文
- CiNii>石田瑞麿
- INBUDS>石田瑞麿